# Ibrahim Baré Maïnassara
Ibrahim Baré Maïnassara (ur. 9 maja 1949 w Maradi, zm. 9 kwietnia 1999 w Niamey) – nigerski generał brygady, polityk, głowa państwa.

## Zarys biografii
W 1988 minister zdrowia, od 1988 do 1990 ambasador Nigru w Paryżu, od 1995 do 1996 szef sztabu generalnego armii, od stycznia do sierpnia 1996 przewodniczący Rady Ocalenia Narodowego. Do władzy doszedł w wyniku zamachu stanu, którego powodem był paraliż władz kraju, spowodowany przez rywalizację prezydenta Mahamane Ousmane z premierem Hamą Amadou. Doprowadził do przyjęcia w maju tegoż roku nowej konstytucji, a w lipcu wygrał wybory prezydenckie. W trakcie wyborów doszło do zatrzymania kontrkandydatów Maïnassary w areszcie domowym. Zginął w wyniku kolejnego zamachu stanu kierowanego przez Daoudę Malama Wanké.

## Odznaczenia
- Kawaler Orderu Narodowego (1972, Niger)[1]
- Oficer Orderu Narodowego (Niger)[1]
- Komandor Orderu Narodowego (Niger)[1]
- Wielki Oficer Orderu Narodowego (Niger)[1]
- Krzyż Wielki Orderu Narodowego (1996, Niger)[1]
- Kawaler Legii Honorowej (1982 Francja)[1]